# Supercoupe de France féminine de volley-ball 2024
Navigation
Tours 2023 Supercoupe de France 2025
La Supercoupe de France féminine de volley-ball 2024 est la 8e édition de la Supercoupe de France et se dispute le 21 septembre 2024 à la salle de la Trocardière, à Rezé (Loire-Atlantique).
La rencontre oppose Levallois Paris Saint-Cloud, vainqueur du championnat de France 2023-2024, aux Neptunes de Nantes, vainqueur de la Coupe de France 2023-2024.

## Format
La compétition se dispute sur un match simple de 3 sets gagnants (set de 25 points, 2 points d’écart, tie-break en 15 points).

## Diffuseur
La rencontre est diffusée sur BeIn Sports France.

## Effectifs
| Levallois Paris SC              | Levallois Paris SC              | Neptunes de Nantes           | Neptunes de Nantes           |
| ------------------------------- | ------------------------------- | ---------------------------- | ---------------------------- |
| 2                               | Kateryna Tkachenko              | 2                            | Ana Davaï                    |
| 3                               | Rebeka Zyani                    | 3                            | Amandine Giardino (L)        |
| 4                               | Rachele Morello (it)            | 4                            | Haylie Bennett               |
| 5                               | Auriane Biemel (L)              | 5                            | Laura Jansen                 |
| 6                               | Natalia Murek (pl)              | 7                            | Ella Powell                  |
| 7                               | Leah Meyer                      | 8                            | Léïa Ratahiry                |
| 9                               | Bianca Cugno                    | 10                           | Stella Vidaller (L)          |
| 11                              | Aleksandra Kazała               | 11                           | Léna Chameaux                |
| 12                              | Avril García                    | 12                           | Halimatou Bah                |
| 13                              | Émilie Chemama (L)              | 13                           | Nora Legrand                 |
| 14                              | Jazmine White (de)              | 15                           | Jess Robinson                |
| 18                              | Louane Verger                   | 16                           | Jelena Delić                 |
| 19                              | Cyrielle Depié                  | 18                           | Julia Nilsson (sv)           |
| 21                              | Desiree Becker                  | 21                           | Mariana Brambilla (en)       |
| Entraîneur : Alessandro Orefice | Entraîneur : Alessandro Orefice | Entraîneur : César Hernández | Entraîneur : César Hernández |

## Finale
La rencontre donne lieu à une réédition de la dernière finale de Ligue AF entre Levallois Paris et Nantes. Cinq mois après leurs échecs, les Nantaises disposent facilement des Franciliennes en trois manches et remportent leur première supercoupe. La meilleure marqueuse du match est Bianca Cugno (Levallois Paris) avec 16 points inscrits. La réceptionneuse-attaquante de Nantes Halimatou Bah est désignée meilleure joueuse.